# 佩拉卡姆
佩拉卡姆（Perakam），是印度喀拉拉邦Thrissur县的一个城镇。总人口10356（2001年）。

## 人口
该地2001年总人口10356人，其中男性4895人，女性5461人；0—6岁人口1150人，其中男610人，女540人；识字率84.25%，其中男性为85.03%，女性为83.56%。